# Beatmania 2ndMIX
beatmania 2nd MIX es la segunda entrega de beatmania lanzado en marzo de 1998 para arcade, con unas 25 canciones en total.

## Características nuevas
- El modificador HIDDEN es introducido, el cual hace hace que las notas desaparezcan en la mitad de la pantalla.
- La dificultad de las canciones tienen ahora una escala del uno hasta seis estrellas.
- Primera aparición de Hiroshi Watanabe.

## Modos de juego
- Practice: Adecuado para principiantes, primero se aprende cómo tocar las notas y girar adecuadamente el disco, para luego pasar a jugar con las canciones u gotta groove y jam jam reggae, respectivamente.
- Normal: Es el modo por defecto. Se suelen jugar 3 stages más un DJbattle, dependiendo las canciones que se jueguen, aparecen otras ocultas para ser jugadas.
- Expert: Siendo el modo Avanzado, El jugador escoge una de las tres categorías de canciones (classic, vocal y techno) las cuales cada una contiene cinco canciones. El objetivo del jugador es superar todas las canciones, evitando dejar la barra de energía en un punto en donde no se considera pasable al juego o de plazo vacía, ya que si sucede, perderá y se dará por terminado el juego.

## Canciones nuevas
La siguiente tabla muestra las nuevas canciones introducidas en el juego:
| PRACTICE STAGE                        | -                   | ♪♪♪♪♪                          | 100     |
| Beginning of life                     | AMBIENT             | QUADRA                         | 110     |
| jam jam reggae (FUNKY jam Cookie mix) | REGGAE FUNKY MIX    | Crunky Boy                     | 90      |
| Do you love me?                       | BALLAD (JAZZ-SOUL)  | reo-nagumo                     | 100     |
| u gotta groove (Triple Mazin Dub)     | HIP-HOP STREET MIX  | DJ Mazinger                    | 94      |
| tokai                                 | JAPANESE HIP-HOP    | perfomed by co-key DJ Mazinger | 97      |
| Salamander Beat Crush mix             | KONAMIX             | NITE SYSTEM                    | 134     |
| LOVE SO GROOVY (Nite's After Luv mix) | HOUSE SPILITUAL MIX | NITE SYSTEM                    | 131     |
| OVERDOSER (Driving Dub mix)           | MINIMAL TECHNO MIX  | QUADRA                         | 133     |
| SKA a go go                           | SKA                 | THE BALD HEADS                 | 144-160 |
| Acid Bomb                             | HARD TEKNO          | DJ FX                          | 140     |
| e-motion (2nd MIX)                    | RAVE                | e.o.s                          | 140-145 |
| Deep Clear Eyes                       | DRUM'N BASS MIX     | QUADRA                         | 155     |

## Canciones previas
| u gotta groove                  | HIP-HOP   | DJ nagureo       | 94-100  |
| jam jam reggae                  | REGGAE    | jam master '73   | 90      |
| OVERDOSER (romo mix)            | TECHNO    | MIRAK            | 132     |
| OVERDOSER (ambient mix)         | TECHNO    | MIRAK            | 134     |
| 2 gorgeous 4U                   | BREAK-BTS | prophet-31       | 150     |
| greed eater                     | BREAK-BTS | The Dust Fathers | 112     |
| LOVE SO GROOVY                  | SOUL      | LOVEMINTS        | 141     |
| LOVE SO GROOVY (12inch version) | SOUL      | LOVEMINTS        | 141     |
| 20,november (single mix)        | HOUSE     | DJ nagureo       | 130     |
| 20,november (radio edit)        | HOUSE     | DJ nagureo       | 130     |
| e~emotion                       | RAVE      | e.o.s            | 140-145 |

## Expert courses
Al momento de seleccionar el modo Expert, al jugador se le mostrarán tres siguientes tipos de courses. Si cada course es jugado en modalidad dos jugadores, la canción alterna se ejecutará en lugar del original.
| N.º            | Canción                                             |                |
| CLASSIC course | CLASSIC course                                      | CLASSIC course |
| -------------- | --------------------------------------------------- | -------------- |
| 1              | 2 gorgeous 4U / greed eater                         |                |
| 2              | OVERDOSER (romo mix) / OVERDOSER (ambient mix)      |                |
| 3              | LOVE SO GROOVY / LOVE SO GROOVY (12inch version)    |                |
| 4              | 20,november (single mix) / 20,november (radio edit) |                |
| 5              | e-motion                                            |                |

| N.º          | Canción                                             |              |
| VOCAL course | VOCAL course                                        | VOCAL course |
| ------------ | --------------------------------------------------- | ------------ |
| 1            | tokai                                               |              |
| 2            | jam jam reggae (FUNKY jam Cookie mix)               |              |
| 3            | 20,november (single mix) / 20,november (radio edit) |              |
| 4            | SKA a go go                                         |              |
| 5            | Do you love me?                                     |              |

| N.º           | Canción                                        |               |
| TECHNO course | TECHNO course                                  | TECHNO course |
| ------------- | ---------------------------------------------- | ------------- |
| 1             | OVERDOSER (romo mix) / OVERDOSER (ambient mix) |               |
| 2             | OVERDOSER (Driving Dub mix)                    |               |
| 3             | Salamander Beat Crush mix                      |               |
| 4             | Beginning of life                              |               |
| 5             | Deep Clear Eyes                                |               |